# Scraptia limbella
Scraptia limbella es una especie de coleóptero de la familia Scraptiidae.

## Distribución geográfica
Habita en Madagascar.